# مسجد الشرابليين
مسجد الشرابليين هو مسجد في فاس بالمغرب بني في العصر المريني.

## التاريخ
بني المسجد في 1342 ميلادية في عهد السلطان المريني أبو الحسن ورمم بشكل كبير في عهد السلطان العلوي مولاي سليمان (1792-1822). تحافظ المئذنة ومدخل المسجد على الطراز المريني الأصلي؛ أما الأجزاء الأخرى من المسجد فبنيت (أو أعيد بناؤها) خلال الترميم العلوي.

## موقع المسجد وأصل تسميته
يتواحد المسجد في شارع الطالعة الكبيرة، تحديدا بالسوق المركزي لفاس البالي، وسميت المنطقة المحيطة للمسجد «بالشرابليين» نظرا لتواجد العديد من المتاجر المتخصصة ببيع «الشربيل» (حذاء نسائي مغربي تقليدي) قديما.(ومازال البعض منها اليوم).

## هندسة معمارية

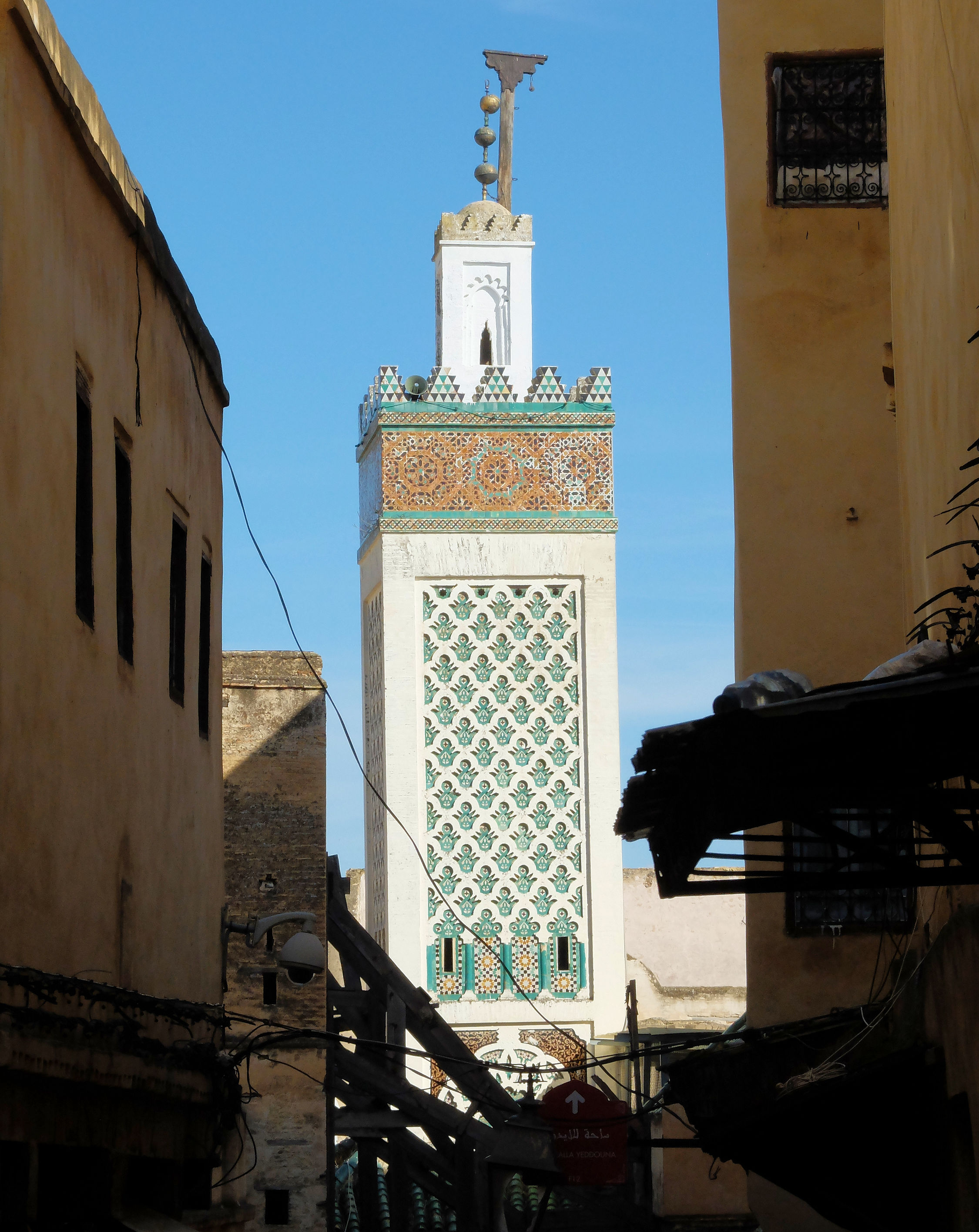
الواجهة الغربية للمئذنة مطلة على الشارع الطالعة الكبيرة

### المئذنة والخارجية
يتميز المسجد بمئذنته، المزخرفة بالطراز المغربي الأندلسي في العصور الوسطى باستخدام أنماط «درج وكتاف» و«سبكا» (الشبيه بسعف النخيل وزهور الزنبق)، التي تغطي العديد من الواجهات، بالإضافة إلى زخارف القوس بالقرب من القاعدة، وثلمة متعددة الأضلاع في الأعلى، وبلاط فسيفساء متعدد الألوان مالأ الفراغات. تتميز واحدة من هذه الفسيفساء القرميدية، على جانب المئذنة المطلة على الفناء الداخلي، بنقش بارز على الطراز الكوفي "المربع". يتواجد المدخل الرئيسي للمسجد أسفل المئذنة مباشرة وتطل عليه مظلة من الخشب المنحوت وتتضمن واجهة مساحة أيضًا لمتجرين.

### الداخلية والتخطيط
يتميز الجزء الداخلي من المسجد بفناء مستطيل (حوالي 11 × 5 أمتار) يمكن الوصول إليه مباشرة من مدخل الشارع ويحيط به من الجانبين ملحقات. يشتمل الفناء، مثله مثل العديد من المساجد، على نافورة رخامية في وسطه، بينما في جانبه الشمالي الغربي يوجد مدخل إلى غرفة الوضوء. على جانبها الجنوبي الشرقي توجد قاعة الصلاة، التي تحتوي على نافورتين عرضيتين تتكونان من عدة صفوف مكونة من خمسة أقواس على شكل حدوة حصان موازية لجدار القبلة. أما المحراب عبارة عن قبة مزخرفة صغيرة ثمانية الأضلاع ترمز إلى القبلة تعلوها المقرنصات. على جانبي المحراب يوجد بابان صغيران يؤديان إلى غرف أخرى. يتصل المسجد الشرقي (على اليسار) بـ «مسجد الموتى» أو المسجد الجنائزي (جامع الجنيز)، وهو مكان يستخدم في الطقوس الجنائزية والصلاة حول الموتى قبل دفنها. (هذه المساحة مرفقة لكنها منفصلة عن باقي المسجد من أجل حماية نظافة وحرمة المسجد الرئيسي) يمكن الوصول إلى كل من هذه المساحة الجنائزية وقاعة الصلاة الرئيسية من خلال مداخل ثانوية صغيرة على الجانب الشرقي من المبنى.

## معرض صور

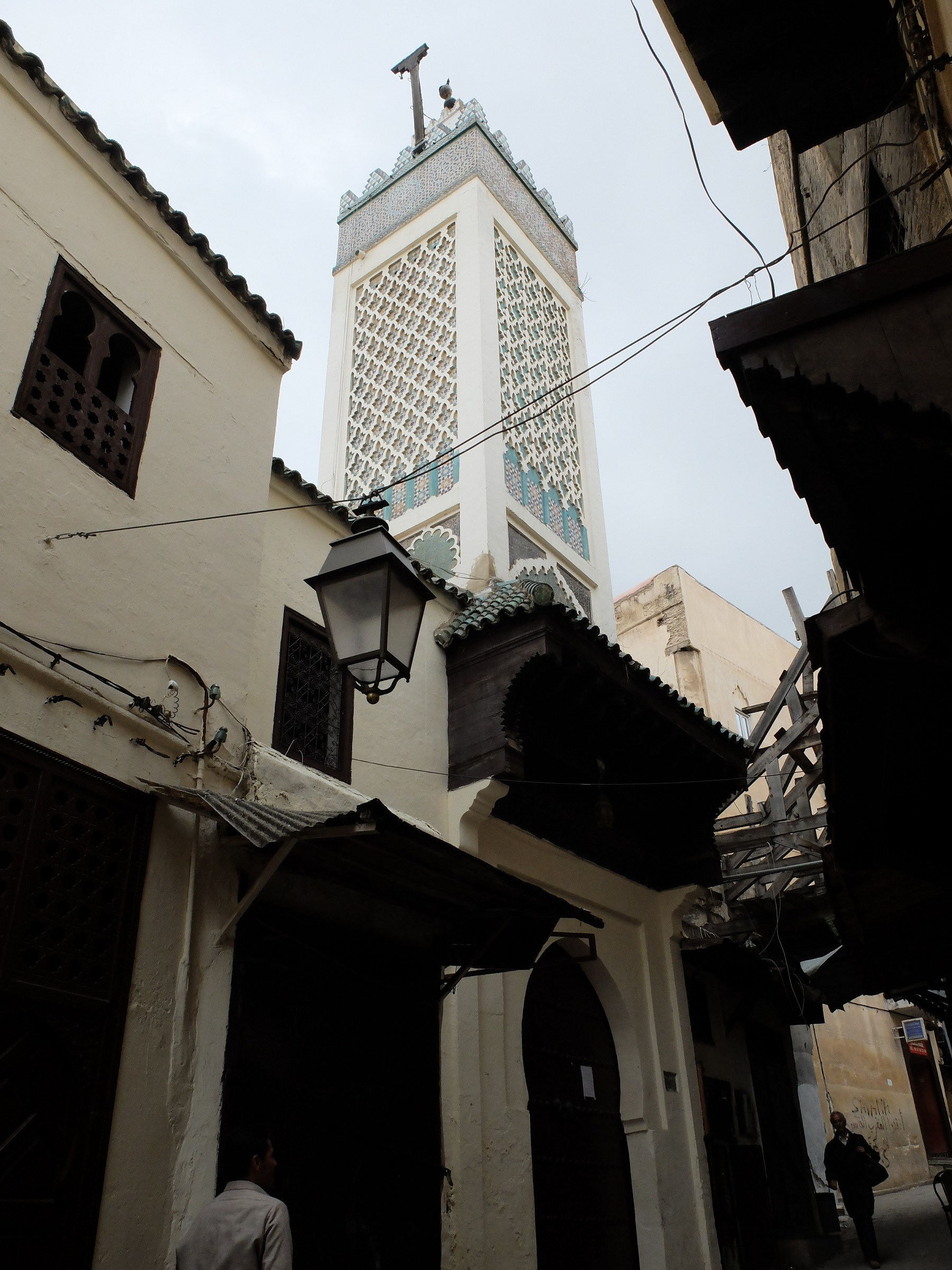
المدخل الرئيسي للمسجد من شارع الطالعة الكبيرة .
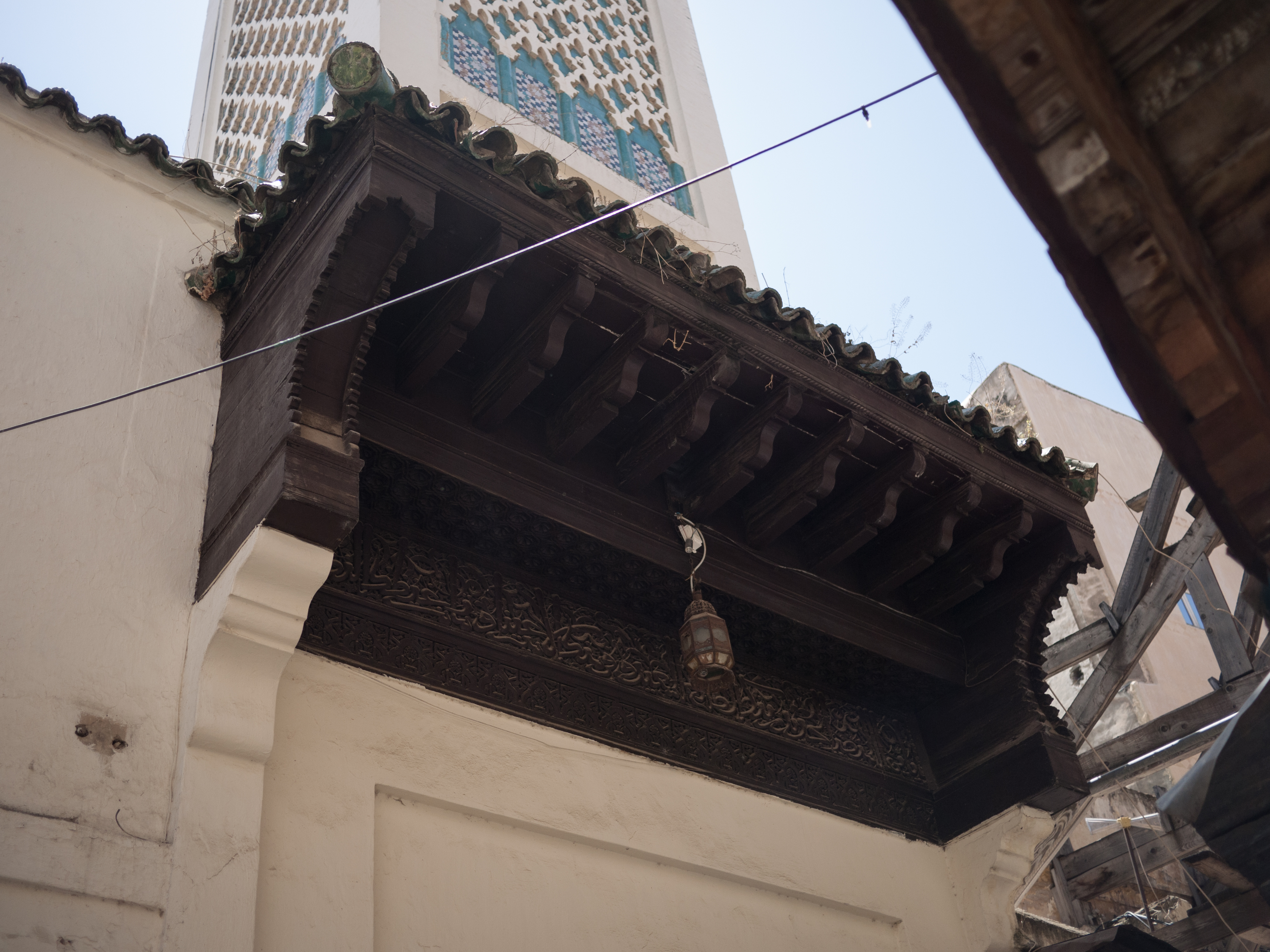
المظلة الخشبية فوق مدخل الشارع.
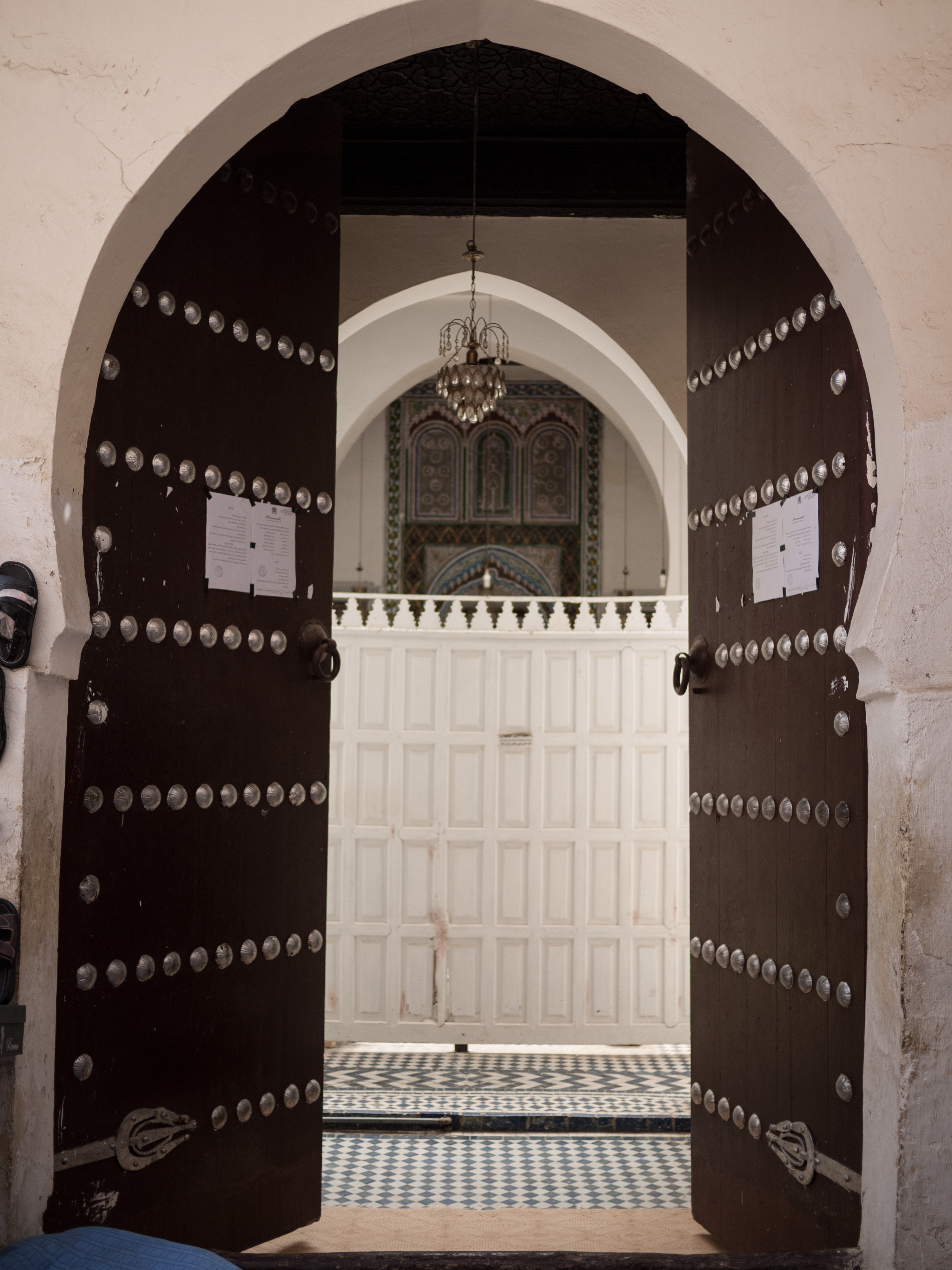
صورة للمدخل الرئيسي للمسد الذي يقود إلى المحراب .
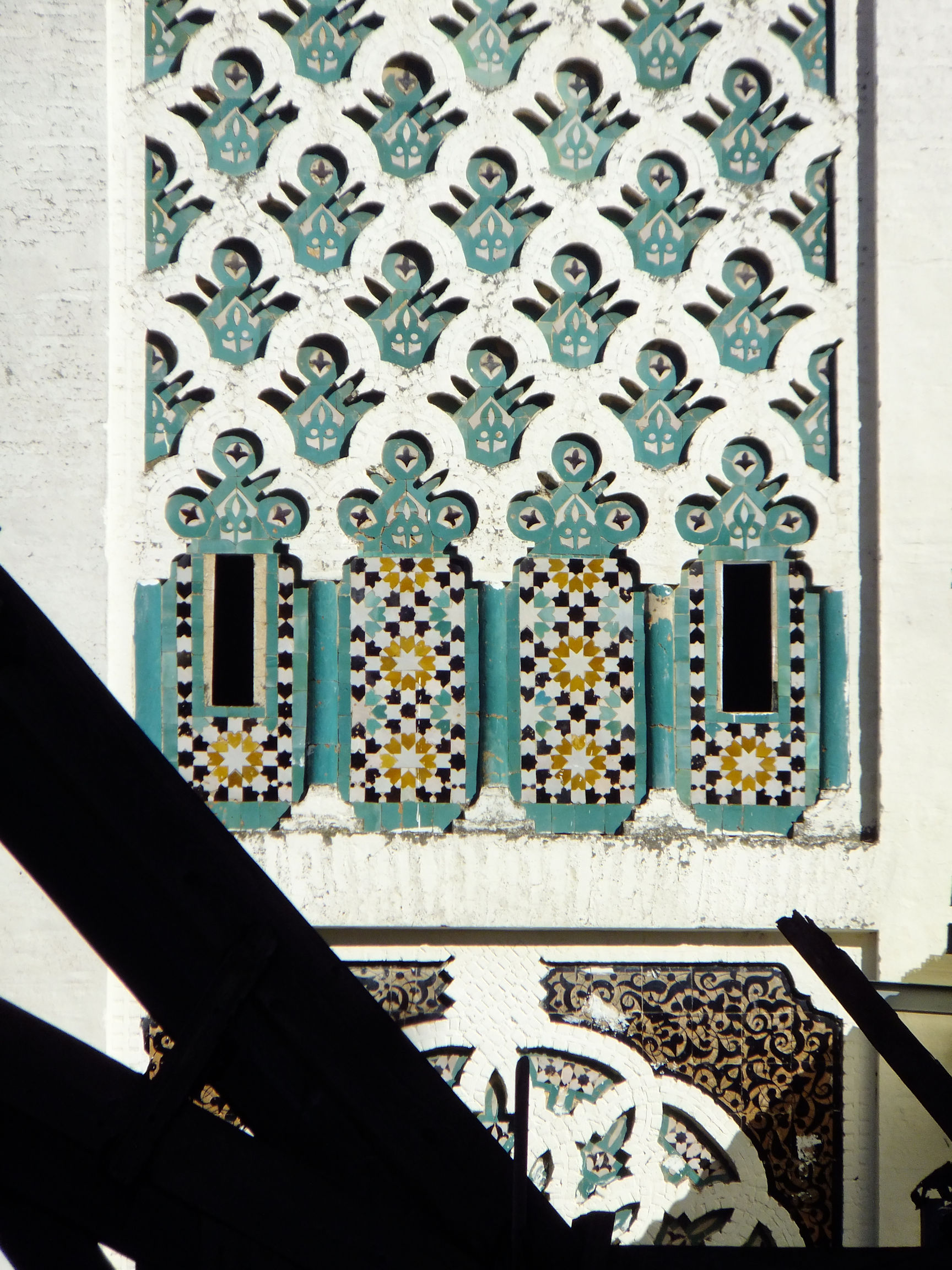
تفاصيل لزخارف المئذنة و الزليج .